# Gornja Višnjica (Zenica)
Gornja Višnjica es un pueblo ubicado en el territorio de Zenica, en el cantón de Zenica-Doboj, Bosnia y Herzegovina.

## Superficie
Posee una superficie de 3,39 kilómetros cuadrados.

## Demografía
Hasta 2013 la población era de 217 habitantes, con una densidad de población de 64,0 habitantes por kilómetro cuadrado.